# Camera Café - Il gioco
Camera Café: Il gioco (Caméra Café: Le jeu) è il videogioco ufficiale della sitcom francese Caméra Café e di diverse sue edizioni estere tra cui l'italiana Camera Café.

## Modalità di gioco
Camera Café - Il gioco è un videogioco di simulazione basato sull'omonima serie televisiva, ambientato all'interno dell'azienda in cui lavorano Paolo Bitta e Luca Nervi. Il videogioco è costituito da 4 episodi: 2 dedicati a Paolo Bitta e 2 a Luca Nervi; una volta scelto il personaggio non si potrà più cambiare nel corso dell'episodio. Durante le missioni, si incontreranno anche tutti gli altri personaggi della serie e si potrà interagire con loro, ma non controllarli.
Lo scopo del gioco è di riuscire a raggiungere gli obiettivi assegnati, occupandosi delle proprie mansioni in seno all'azienda. In pratica, bisogna trovare il giusto equilibrio tra le azioni che permetteranno al giocatore di portare a termine la sua missione e le sue mansioni quotidiane. Il gioco offre la possibilità di interagire con il mondo circostante intervenendo sugli oggetti che ne fanno parte: questo attiverà nuove possibilità d'azione grazie alle quali si potrà o meno raggiungere gli obiettivi.

## Personaggi

### Personaggi controllabili
- Paolo Bitta
- Luca Nervi

### Personaggi non controllabili
- Silvano Rogi
- Patrizia D'Imporzano
- Augusto De Marinis
- Ilaria Tanadale
- Gaia De Bernardi
- Olmo Ghesizzi
- Anna Murazzi
- Alex Costa
- Andrea Pellegrino
- Pippo
- Jessica
- Giovanna Caleffi
- Wanda Sordi
- Lucio Deguardi: responsabile marketing del C-22 Plus, nuovo prodotto dell'azienda, da due in settimane di servizio
- Bruno Stalì: impiegato della società di manutenzione degli ascensori. Non appena l'ascensore si rompe, accorre per ripararlo
- Chang N'Guyen Bill: fattorino della pizzeria a domicilio, che effettua la consegna in 30 minuti
- Piero Ori: esperto contabile della società Fisco
- Margherita Zitopi: esperta contabile della società Fisco
- Enrico Bolli: esperto contabile della società Fisco
- Peter Green: investitore americano
- Joe Mash: investitore americano

## Incongruenze
Una delle poche incongruenze con l'omonima sitcom riguarda il personaggio di Pippo. Nel gioco infatti non è lui ad essere gay, bensì Olmo Ghesizzi.

## Accoglienza
| Testata                    | Giudizio |
| -------------------------- | -------- |
| Giochi per il mio computer | 4/10     |
| Multiplayer.it             | 4,5/10   |
| SpazioGames.it             | 4,8/10   |
| Everyeye.it                | 4,5/10   |
| Tom's Hardware Italia      | 6,5/10   |
| Jeuxvideo.com              | 9/20     |

Camera Café - Il gioco è stato recensito nel numero di Natale del 2005 della rivista italiana Giochi per il mio computer che gli ha assegnato un voto di 4/10, commentandoː

Simone Tagliaferri di Multiplayer.it lo trovò come un gioco mal fatto che non si salvava da nessun punto di vista e che forse poteva interessare solo ai fan della serie televisiva, anche se quest'ultimi avrebbero meritato di meglio.
Un recensore di SpazioGames.it affermò che la simulazione di una delle sitcom italiane preferite dal pubblico non si rivelava all'altezza della sua controparte televisiva per via uno scarso comparto tecnico che ne penalizzava notevolmente il valore finale del titolo. Erano comunque presenti alcuni aspetti innovativi e magari poteva essere divertente impersonare per qualche minuto i beniamini della TV, ma alla lunga si rivelava frustrante e noioso. Il prezzo concorrenziale poteva allettare le voglie di qualche fan accanito, ma chi cercava un vero simulatore di vita poteva tranquillamente puntare a The Sims 2 di Maxis, dal cui Camera Café prendeva spunti e innovazioni, ma al quale il paragone era totalmente insostenibile.
Gianluca Gini di Everyeye.it sostenne che il gioco non entusiasmava sin dal primo avvio. I giocatori non dovevano illudersi che impersonare Luca e Paolo fosse divertente perché dopo qualche minuto la magia svaniva e la curiosità e il divertimento lasciavano il posto alla frustrazione, che avrebbe fatto riporre in un angolo l'ennesimo fallimento di trasposizione videoludica. Gini concluse affermando che la serie era senza dubbio di successo e il titolo prometteva bene, ma che allo stato attuale bisognava accontentarsi di ridere delle gag in TV di Nervi, Bitta e compagnia.
Secondo Andrea Ferrario di Tom's Hardware Italia per apprezzare il gioco bisognava apprezzare i simulatori di vita reale e gli sketch di Camera Café. Anche se effettivamente il secondo requisito non fosse ritenuto essenziale, si sarebbe presto rivelato necessario per sollazzarsi con le battute dei vari personaggi.
Un redattore del sito web francese Jeuxvideo.com trovò un gameplay non molto profondo e un po' di umorismo. Tuttavia il gioco finiva presto per diventare noioso e lo consigliò solo ai grandi fan che potevano permettersi un prodotto derivato aggiuntivo a un prezzo budget seppure fosse ritenuto un po' caro.